# ريناتا ماور
ريناتا ماور (بالإنجليزية: Renata Mauer)‏، من مواليد 23 أبريل 1969، هي لاعبة رماية بولندية، حققت 3 ميداليات لدورة الألعاب الأولمبية، ميداليتين ذهبيتين وبرونزية واحدة.